# P型半導体

シリコン(Si)中にホウ素(B)がドーピングされた場合。

アクセプタ準位E_{A}は価電子帯E_{V}のすぐ上に位置する。

p型半導体（ピーがたはんどうたい）とは、電荷を運ぶキャリアとして正孔（ホール）が使われる半導体である。正の電荷を持つ正孔が移動することで電流が生じる。つまり、正孔が多数キャリアとなる半導体である。
例えばシリコンなど4価元素の真性半導体に、微量の3価元素(ホウ素、アルミニウムなど)を添加することでつくられる。不純物半導体に含まれる。
- p型半導体をつくる為の添加物をアクセプタといい、この添加物によって形成された準位をアクセプタ準位と呼ぶ。
- 正（英: positive）の電荷を持つ正孔が多数キャリアであることから、英語の頭文字をとってp型半導体と呼ばれる。

- 工学ではp形半導体と表記される（JISなど）。